# بوهوسلاو براوم
بوهوسلاو براوم (چکی: Bohuslav Braum؛ زادهٔ ۲۲ فوریهٔ ۱۹۵۶) وزنه‌بردار اهل چکسلواکی بود.